# ヨーゼフ・ヴォルフスタール
- ヨゼフ・ヴォルフシュタール

ヨーゼフ・ヴォルフスタール（Josef Wolfsthal、1899年6月12日 - 1931年2月3日）は、オーストリア出身のヴァイオリニスト。
ウィーンの音楽一家の家に生まれた。
父親とシギスムント・フォイアマン(エマヌエル・フォイアマンの兄)から音楽の手ほどきを受けたあと、ヨーゼフ・ヨアヒム門下のアンドレアス・モーザーの薫陶を受けた。
10歳の頃からカール・フレッシュに師事し、16歳でベルリン・フィルハーモニー管弦楽団と共演してデビューを飾った。
1919年にブレーメン・フィルハーモニー管弦楽団のコンサートマスターに就任し、翌年にはストックホルム・フィルハーモニー管弦楽団のコンサートマスターに転出。1921年にはベルリン国立歌劇場のコンサートマスターに就任した。1926年にはベルリン音楽大学のヴァイオリン講師となり、貴志康一を教えた。1928年にはマックス・シュトループと共にクロル・オーパーのコンサートマスターを務めた。
独奏者としてだけでなく、グレゴール・ピアティゴルスキーとレオニード・クロイツァーとでピアノ・トリオを組んだり、パウル・ヒンデミットとフォイアマンとで弦楽トリオを結成したりと、室内楽にも熱心に取り組んだ。
ベルリンでインフルエンザをこじらせた肺炎により死去。